# Capilla del Monte
Capilla del Monte ist eine Kleinstadt in der zentralargentinischen Provinz Córdoba, Argentinien. 2022 zählte Capilla del Monte 12.834 Einwohner.

## Bekannte Personen
- Hilda Herrera (1933), Pianistin und Komponistin